# Nyctemera evergista
Nyctemera evergista är en fjärilsart som beskrevs av Pieter Cramer 1780-82. Nyctemera evergista ingår i släktet Nyctemera och familjen björnspinnare. Inga underarter finns listade i Catalogue of Life.

## Bildgalleri

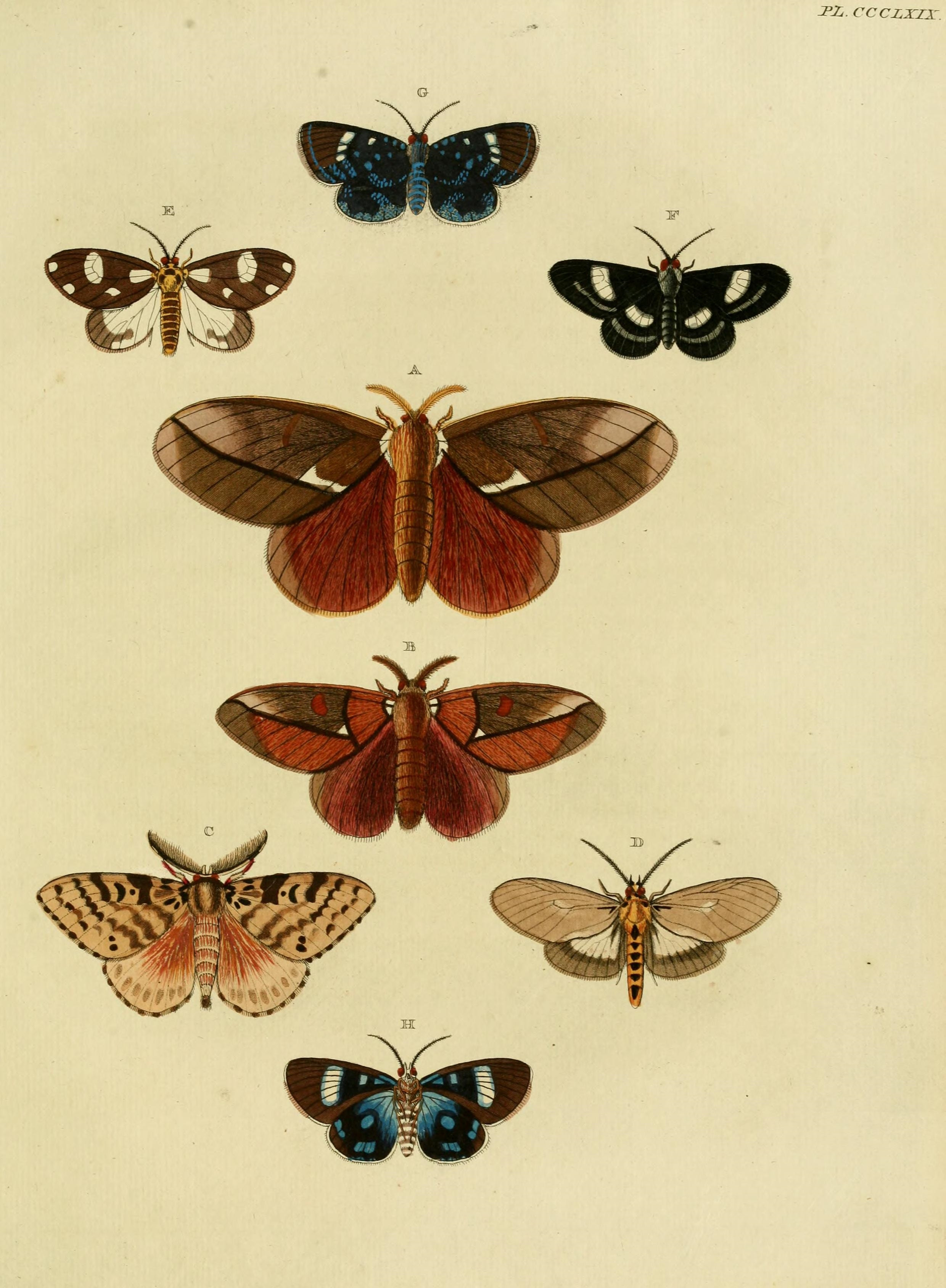